# Transports en Antarctique
 (janvier 2025).
Si vous disposez d'ouvrages ou d'articles de référence ou si vous connaissez des sites web de qualité traitant du thème abordé ici, merci de compléter l'article en donnant les références utiles à sa vérifiabilité et en les liant à la section « Notes et références ».
Les transports en Antarctique sont soumis aux conditions climatiques extrêmes et sont réglementés par le traité sur l'Antarctique. Ils sont également caractérisés par l'absence d'habitants permanents sur ce continent.

## Ports

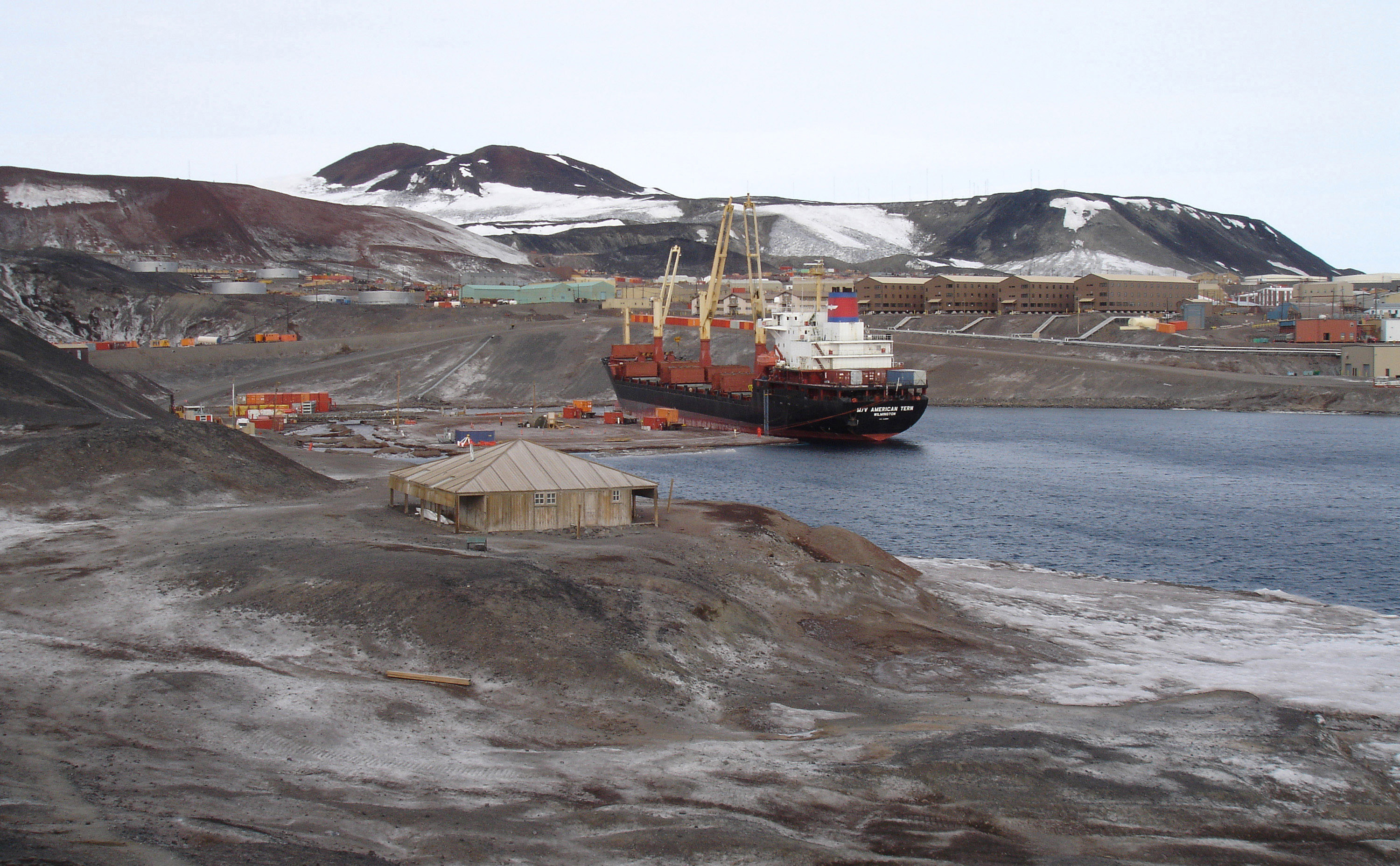
Vue sur le port de la station de McMurdo en 2007.

Il n'existe qu'un seul vrai port en Antarctique. Celui-ci est situé à la base américaine de McMurdo, qui est la plus importante en population de tout le continent. Les plupart des autres stations scientifiques situées sur les côtes possèdent des barges servant de pontons, ancrées au large, auxquelles les bateaux peuvent accoster. De là, les marchandises qu'ils transportent sont acheminées sur la terre ferme.

## Aéroports

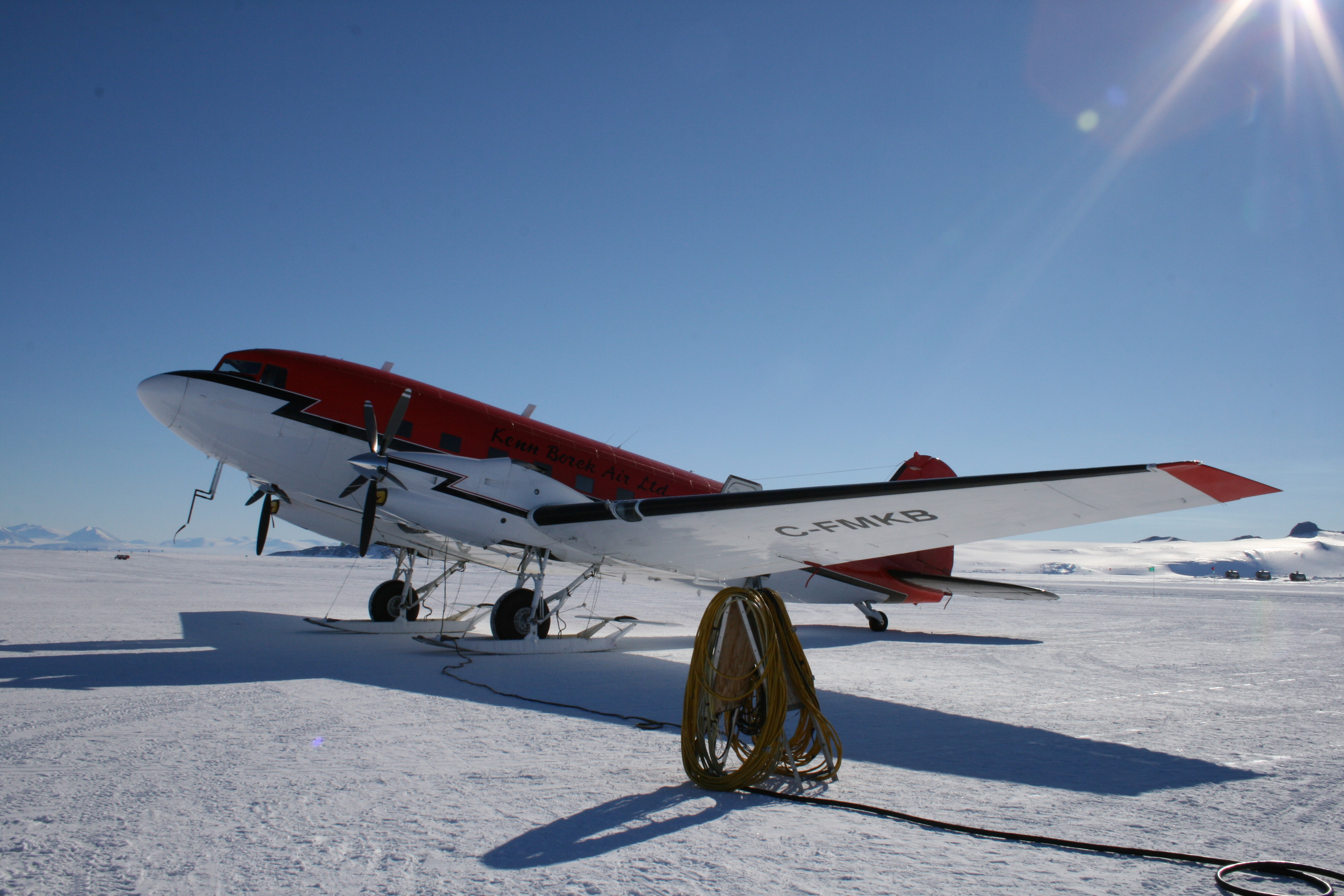
Un Basler BT-67 à Williams Field en Antarctique.

Il n'existe aucune piste conventionnelle sur le continent antarctique et seulement trois situées sur des îles. Néanmoins, la plupart des stations disposent de pistes en neige ou en glace afin de permettre le ravitaillement. Ces aéroports sont de taille variables et certains ne sont pas permanents. On dénombre au total une vingtaine d'assimilés aéroports sur l'ensemble du continent. Leur installation et leur exploitation ainsi que celles des héliports sont soumises à la réglementation draconienne du traité sur l'Antarctique.
On distingue quatre types de pistes sur glace : les pistes sur banquise, sur glace bleue, sur glace blanche et sur neige. La banquise est peu utilisée comme piste car elle se fracture souvent. La piste de ce type la plus connue est Ice Runway, qui est reconstruite tous les ans. La glace bleue est formée par compression au sein des glaciers et elle peut donc supporter un poids élevé. En Antarctique, lorsqu'elle est en surface, on peut y poser des avions gros-porteurs équipés de roues et les besoins en entretien sont minimes par rapport aux autres types. La glace blanche est moins dense que la glace bleue et peut même être simplement de la neige compressée, mais on peut tout de même y poser de gros avions à roues (par exemple, des Lockheed C-5 Galaxy se posent régulièrement à Pegasus Field). Enfin, les avions équipés de patins peuvent se poser partout où les irrégularités ne dépassent pas 20 cm. L'entretien de ce type de pistes se fait en tirant des poteaux téléphoniques ou en roulant sur la piste avec de lourds véhicules à chenilles. 

## Routes

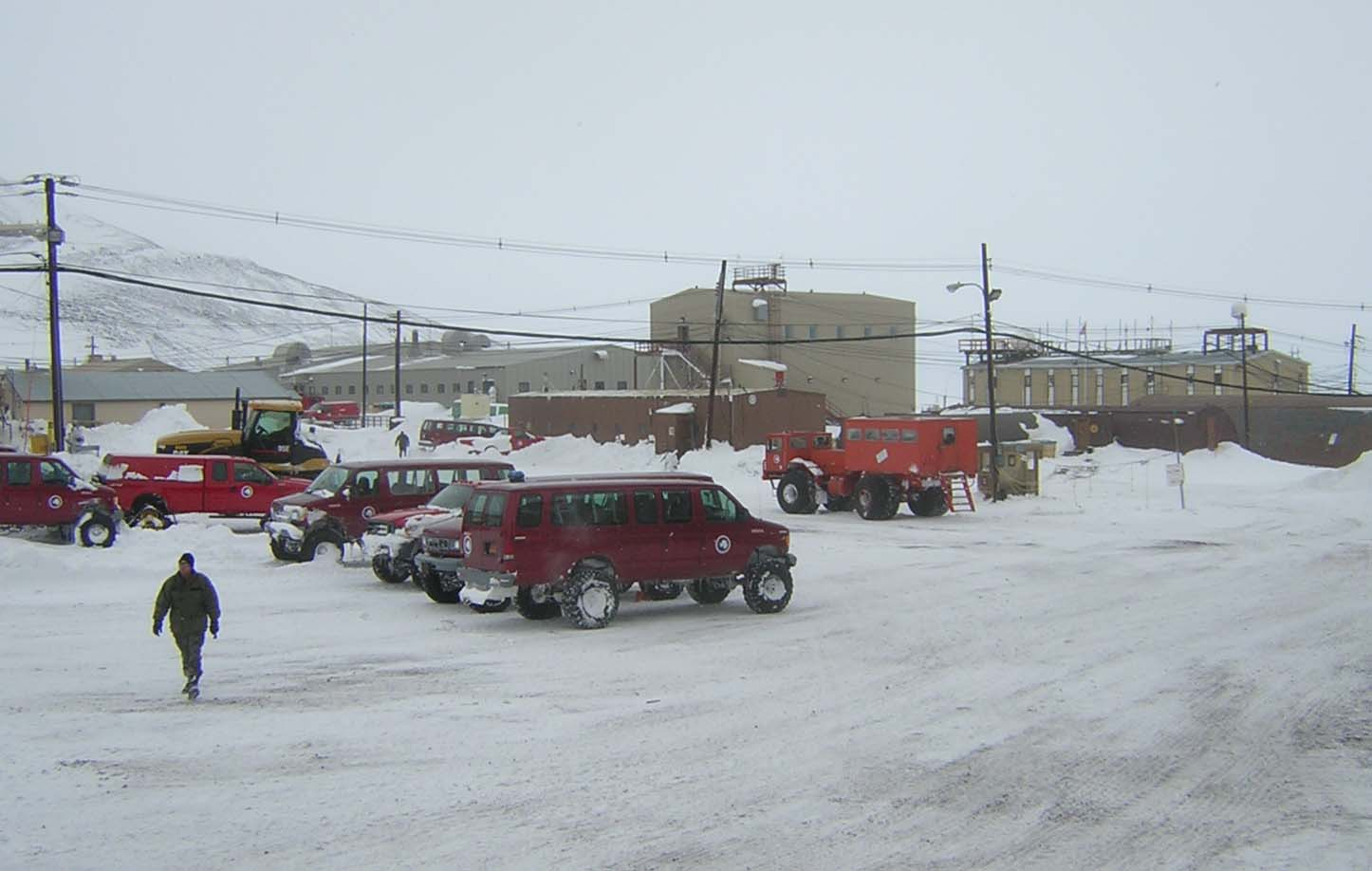
Véhicules routiers divers, tous adaptés aux conditions particulières de l’Antarctique, stationnés sur la base de McMurdo.

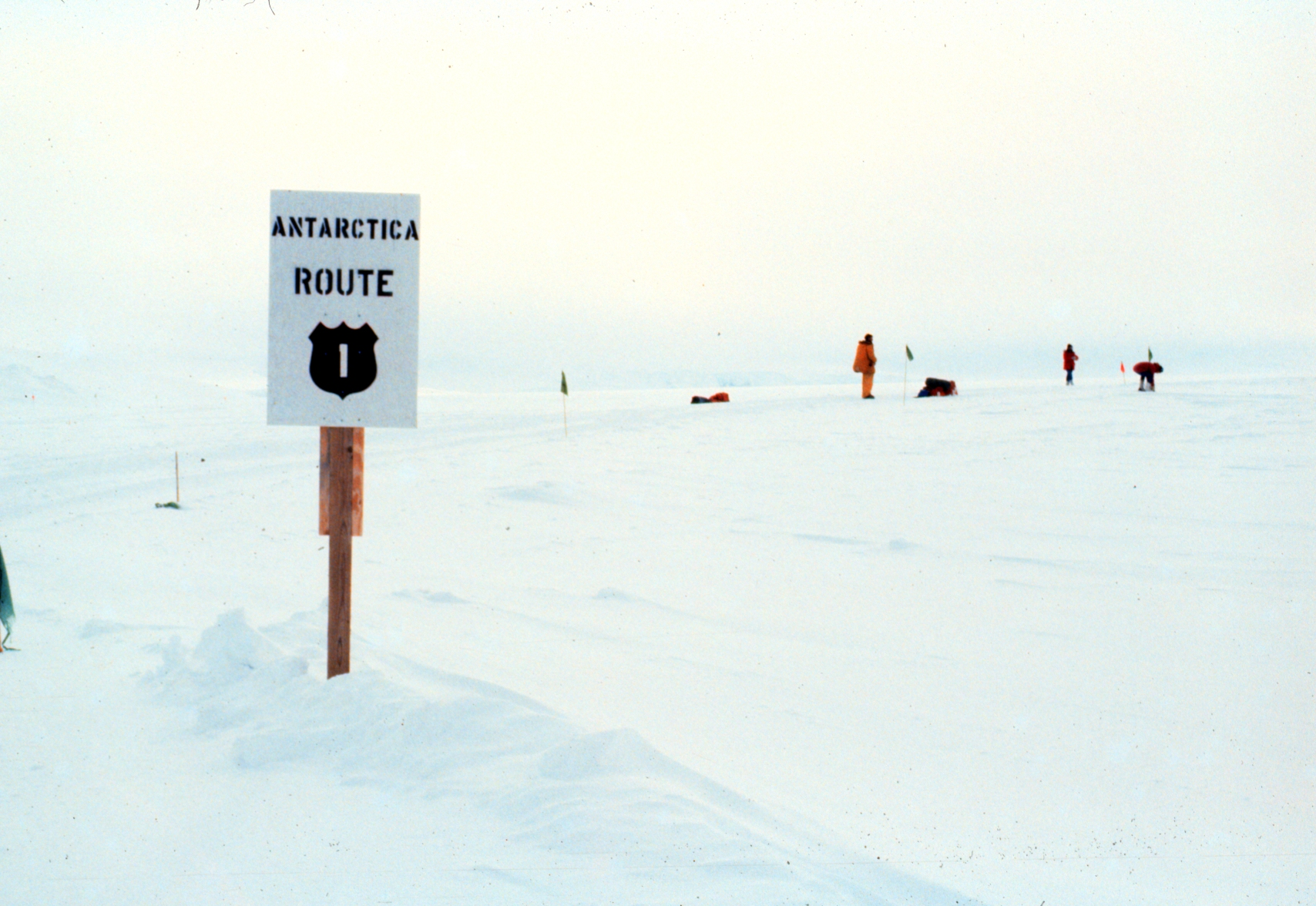
Panneau routier en Antarctique.

Contrairement à l'idée généralement admise, des routes existent en Antarctique. 
La première rejoint la station américaine de McMurdo à la station néo-zélandaise Scott Base et possède également des panneaux de circulation. Cette route, située par environ 78° de latitude sud est la route permanente la plus méridionale du monde. Elle n'est toutefois que d'une distance à peine supérieure à 3 kilomètres. 
Une autre route, de 1 600 km, sur le continent, rejoint depuis 2006 les stations de McMurdo et Amundsen-Scott : elle est faite de neige et de glace et n'est ouverte qu'en été.
De même, et bien qu'elles ne soient pas à proprement parler situées sur le continent, on trouve aussi quelques routes reliant les bases scientifiques entre elles sur certaines îles au large de l'Antarctique, notamment sur les îles Shetland du Sud. 